# Ciżmówka szkarłatna

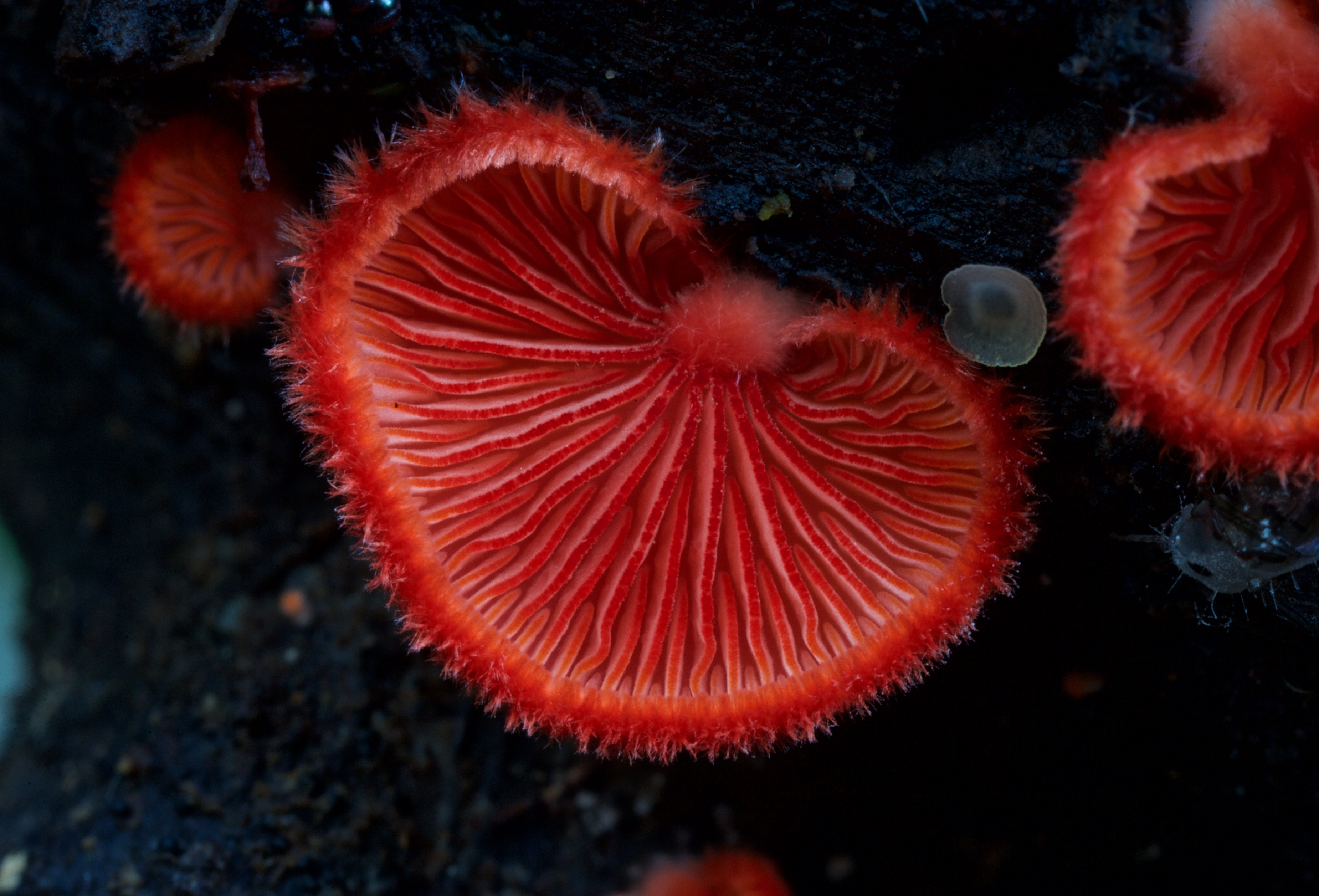

Ciżmówka szkarłatna (Crepidotus cinnabarinus Peck) – gatunek grzybów należący do rodziny ciżmówkowatych (Crepidotaceae).

## Systematyka i nazewnictwo
Pozycja w klasyfikacji: Crepidotus, Crepidotaceae, Agaricales, Agaricomycetidae, Agaricomycetes, Agaricomycotina, Basidiomycota, Fungi (według Index Fungorum).
Nazwę polską zaproponował Władysław Wojewoda w 2003 r.

## Morfologia
Owocnik
Jednoroczny o średnicy 2–18 mm, półkulisty, muszelkowaty lub wachlarzowaty, jasnoczerwony. Górna powierzchnia gładka lub delikatnie owłosiona. Blaszki rozchodzą się promieniście od miejsca przyrośnięcia kapelusza do podłoża. Są gęste lub średnio gęste; żółtoczerwone z czerwonymi ostrzami, u starszych okazów brązowe. Trzonu brak, lub szczątkowy. Miąższ cienki, żółty lub białawy. Smak łagodny, brak wyraźnego zapachu.
W reakcji z KOH górna powierzchnia staje się ciemnoczerwona.
Cechy mikroskopowe
Zarodniki 6–10 × 4,5–7 μm, mniej lub bardziej eliptyczne. Pleurocystyd brak. Cheilocystydy wąskomaczugowate, o rozmiarach około 80 × 15 μm, nieco zgięte. Skórka typu trichoderma o cylindrycznych, oddzielnych strzępkach o szerokości 4–10 μm. Brak sprzążek.

## Występowanie i siedlisko
Ciżmówka szkarłatna występuje w Ameryce Północnej i w Europie. W piśmiennictwie naukowym na terenie Polski do 2003 r. jedyne jej stanowisko podał Stanisław Domański w Słupsku w 1997 r. Nowe stanowiska podaje internetowy atlas grzybów. Znajduje się w nim na liście gatunków chronionych lub zagrożonych.
Saprotrof. Występuje w lasach liściastych, na martwych gałęziach miękkich drzew, zwłaszcza topoli i lipy.